# Carbonatation du béton

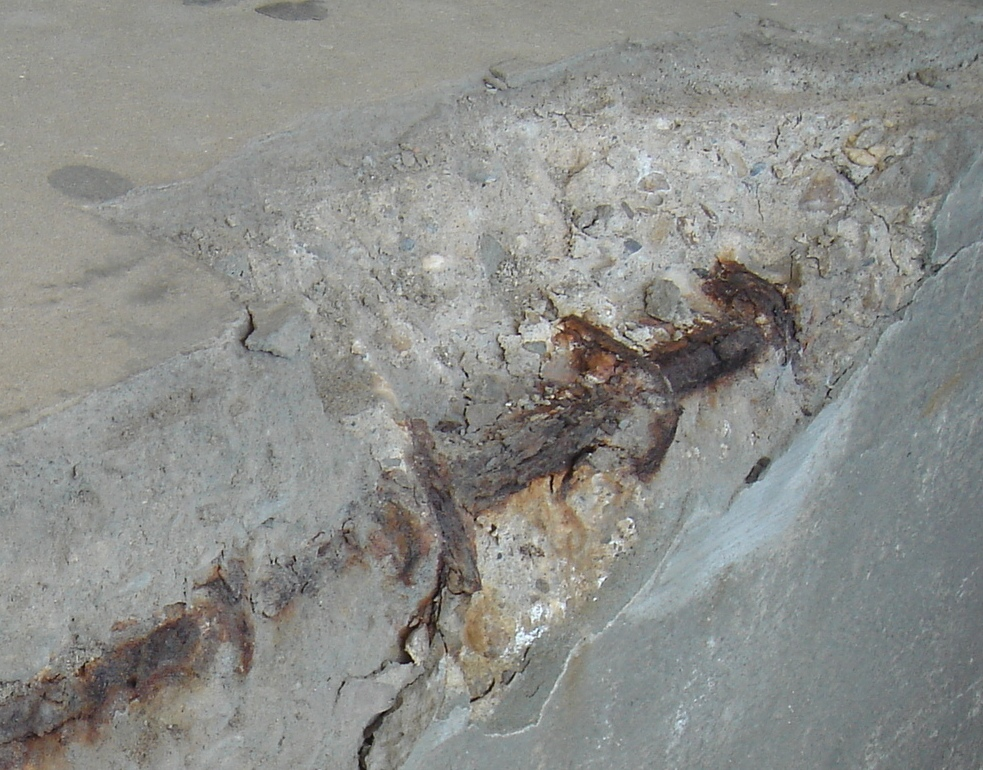
« Cancer du béton » : lorsque le front de carbonatation atteint l'armature métallique, celle-ci est atteinte de rouille qui fait augmenter le volume de l'acier, conduisant à l'éclatement du béton d'enrobage, ce qui provoque des délaminations, ou comme ici des épaufrures qui mettent à nu les armatures oxydées.

La carbonatation du béton est un processus de vieillissement naturel du béton. En présence d'eau, elle est responsable de la dépassivation et de la corrosion de l'acier des armatures des bétons armés et précontraints et de l'éclatement de l'enrobage de béton protégeant les armatures en acier.
La réaction chimique de carbonatation, associée à un phénomène de retrait dit « retrait de carbonatation » entraîne des problèmes de durabilité puis de résistance sur les structures en béton armé. Elle neutralise progressivement le milieu très alcalin (basique) du béton. La consommation des ions hydroxyles (OH−) par le CO2 dissous dans l'eau et l'acide carbonique fait baisser le pH de l'eau interstitielle du béton de plus de 12.5 à 8.5, ce qui initie la dépassivation et provoque la corrosion de l'acier des armatures destinées à reprendre les efforts internes de traction dans le béton. Les armatures gonflent sous l'effet du foisonnement des produits de corrosion (oxydroxydes de fer) moins denses et font éclater le béton d'enrobage, qui subit en plus un retrait dû à la carbonatation. Les aciers sont alors mis à nu et la vitesse de corrosion augmente.
Si la carbonatation est une source de dégradation du béton armé lorsqu'elle atteint la zone d'enrobage des armatures (notamment celle proches de la surface des parois au niveau des arêtes des bâtiments), ce phénomène de vieillissement naturel n'est en général pas nocif et peut même être bénéfique pour le béton car la formation de carbonate de calcium (CaCO3) colmate partiellement la porosité de ce matériau, le rendant « moins perméable aux agents agressifs (en l’occurrence les gaz CO2 et O2, mais aussi les ions sulfates, les chlorures, et plus généralement, les eaux agressives de type eau de mer, eaux sulfatées ou magnésiennes, etc.) ».

## Mécanisme de la carbonatation
Lors de la fabrication du béton, la quantité d'eau introduite pour l'hydratation de son ciment est toujours supérieure à la quantité stœchiométrique nécessaire. De ce fait, le ciment hydraté est toujours un milieu poreux dont les pores sont d'abord remplis d'eau qui se chargent en ions pour respecter l'équilibre chimique avec les hydrates du ciment (portlandite, CSH, AFt, AFm...). Lorsque le matériau cimentaire sèche à l'air libre, il se désature en eau et les pores se remplissent partiellement d'air.
Le CO2 naturellement présent dans l'atmosphère est alors susceptible de diffuser à travers la phase gazeuse du ciment. La diffusion dans la phase liquide est négligeable. On constate que les ciments totalement saturés en eau ne se carbonatent que sur leur couche limite du fait d'un colmatage immédiat des pores par formation de calcite.
Le CO2 présent dans la phase gazeuse des pores se dissout dans la solution interstitielle pour former des ions carbonates qui réagissent principalement avec les ions calcium Ca2+. L'hydroxyde de calcium (Ca(OH)2) formé durant le durcissement du béton par l’hydratation des silicates de calcium bi- et tricalciques (SiO2, 2CaO) et (SiO2, 3CaO) et le dioxyde de carbone (CO2) créent du carbonate de calcium (CaCO3).
La modification de l'équilibre chimique entre les hydrates de la matrice cimentaire et la solution interstitielle entraîne une dissolution des hydrates. Le nouvel équilibre chimique correspond alors à une solution bien plus acide qu'initialement. Le pH passe d'une valeur de 13 dans la zone non carbonatée (permettant la passivation de l'acier) à une valeur inférieure à 9 dans la zone dégradée. Lorsque la zone de carbonatation atteint les armatures en acier, la corrosion du métal peut commencer en formant des produits de corrosion (FeO(OH), Fe2O3·nH2O) plus volumineux que l'acier au carbone initialement présent. Cette réaction expansive explique l'éclatement du béton autour des armatures corrodées. Toutefois, la carbonatation peut aussi augmenter l’imperméabilité du béton grâce au colmatage de certains pores par les carbonates : l’absorption capillaire est réduite et la résistance mécanique est meilleure,,. Ce phénomène est généralement observé pour les bétons utilisant du ciment Portland.
L’humidité relative de l’air joue un rôle important sur la vitesse de carbonatation,. Pour les bétons courants, elle est maximale pour une humidité relative de l’ordre de 50-70 % et presque nulle en atmosphère sèche ou saturée en eau,. La carbonatation est par conséquent plus importante sur les surfaces protégées que sur celles exposées à la pluie. Une importante concentration en CO2 est également un facteur augmentant la vitesse de carbonatation. La cinétique de carbonatation, également fonction de la température, est régie par la concurrence de l'effet thermique sur les transferts hydriques et sur la solubilité rétrograde des réactifs. Les profondeurs carbonatées augmentent avec la température jusqu'à une température limite, caractéristique de la formulation, au-delà de laquelle la solubilité rétrograde des réactifs deviendrait le facteur limitant.
La détermination de cette profondeur de carbonatation s’effectue sur une coupe fraîche de béton. Après dépoussiérage, on pulvérise un colorant sensible au pH, la phénolphtaléine (cancérigène/mutagène) ou encore la thymolphtaléine,. La phénolphtaléine vire au rouge violacé au contact de matériaux dont le pH est supérieur à 9,2 et demeure incolore pour les plus faibles valeurs de pH, c’est-à-dire pour les zones carbonatées.